# Oguni (Yamagata)
Oguni (小国町?) è una cittadina giapponese della prefettura di Yamagata.